# Linnaemya agilis
Linnaemya agilis är en tvåvingeart som beskrevs av Charles Howard Curran 1934. Linnaemya agilis ingår i släktet Linnaemya och familjen parasitflugor. Inga underarter finns listade i Catalogue of Life.